# Пархоменко, Владимир Иванович (футболист)
Владимир Иванович Пархоменко (укр. Володимир Іванович Пархоменко; род. 17 октября 1957, Жданов, Сталинская область) — советский, украинский футболист; тренер, мастер спорта СССР (1983).

## Биография
Воспитанник мариупольского футбола. Первый тренер — Игорь Михайлович Брискин.
В командах мастеров дебютировал в 1975 году в команде второй лиги «Локомотив» Жданов.
В 1978—1979 провёл 12 матчей в первой лиге за «Динамо» Ленинград, в 1980—1982 играл за «Динамо» Киров.
С 1983 по 1988 год выступал в клубе высшей лиги «Шахтёр» Донецк. В составе «горняков» провёл 128 матчей (4 гола) в чемпионатах СССР, 16 матчей (1 гол) в Кубке СССР и матчей в еврокубковых турнирах.
По ходу сезона-1988 перешёл в «Гурию» Ланчхути. Затем играл за команды низших советских лиг «Металлург» Запорожье (1989), «Локомотив» Горький (1989), «Кривбасс» Кривой Рог (1990), «Приборист» Мукачево (1990).
Выступал в чемпионате Венгрии за «Диошдьёр» Мишкольц (1990/91 — 1992/93), венгерский ФК «Эгер» (1992/3, 1994/95), клуб украинской второй лиги «Бажановец» Макеевка (1993/1994).
После завершения карьеры игрока работал в украинских клубах «Машиностроитель» Дружковка (2001, главный тренер), «Спартак» Сумы (2002, 2005, главный тренер), «Арсенал» Харьков (2003—2004, тренер), «Шахтёр» Донецк (тренер-селекционер), «Элиор» Макеевка (2012, главный тренер).

## Достижения
- Обладатель Кубка СССР: 1983
  - Финалист Кубка СССР: 1986
- Обладатель Кубка сезона: 1984
  - Финалист Кубка сезона: 1986